# Miravânia
Miravânia is een gemeente in de Braziliaanse deelstaat Minas Gerais. De gemeente telt 4.998 inwoners (schatting 2009).

## Aangrenzende gemeenten
De gemeente grenst aan Cônego Marinho, Montalvânia, Manga en São João das Missões.